# بيرمانيلا البحر الأحمر
بيرمانيلا البحر الأحمر (بالإنجليزية: Bermanella marisrubri)‏ هي نوع بكتيريا من جنس بيرمانيلا، تم عزلها من مياه خليج إيلات من البحر الأحمر.